# Plan einer Bundes-Delegiertenversammlung
Der Plan einer Bundes-Delegiertenversammlung war ein deutschlandpolitischer Vorstoß Österreichs 1862/1863. Es war der erste österreichische Vorschlag für eine Reform des Deutschen Bundes in dieser Zeit. Die Landtage der einzelnen deutschen Staaten sollten Abgeordnete wählen, die in Delegiertenversammlungen den Bundestag beraten würden.
Nachdem Preußen die Delegiertenversammlungen beim Bundestag verhindert hatte, brachte Österreich einen zweiten, umfassenderen Reformplan auf den Weg. Als Frankfurter Reformakte war er der Diskussionsgegenstand auf dem Frankfurter Fürstentag vom Sommer 1863. Die Idee der Delegiertenversammlung tauchte darin als Abgeordnetenversammlung wieder auf. Auch dieser Reformplan scheiterte am Widerspruch Preußens, das ein direkt gewähltes Bundesparlament forderte.

## Reformplan

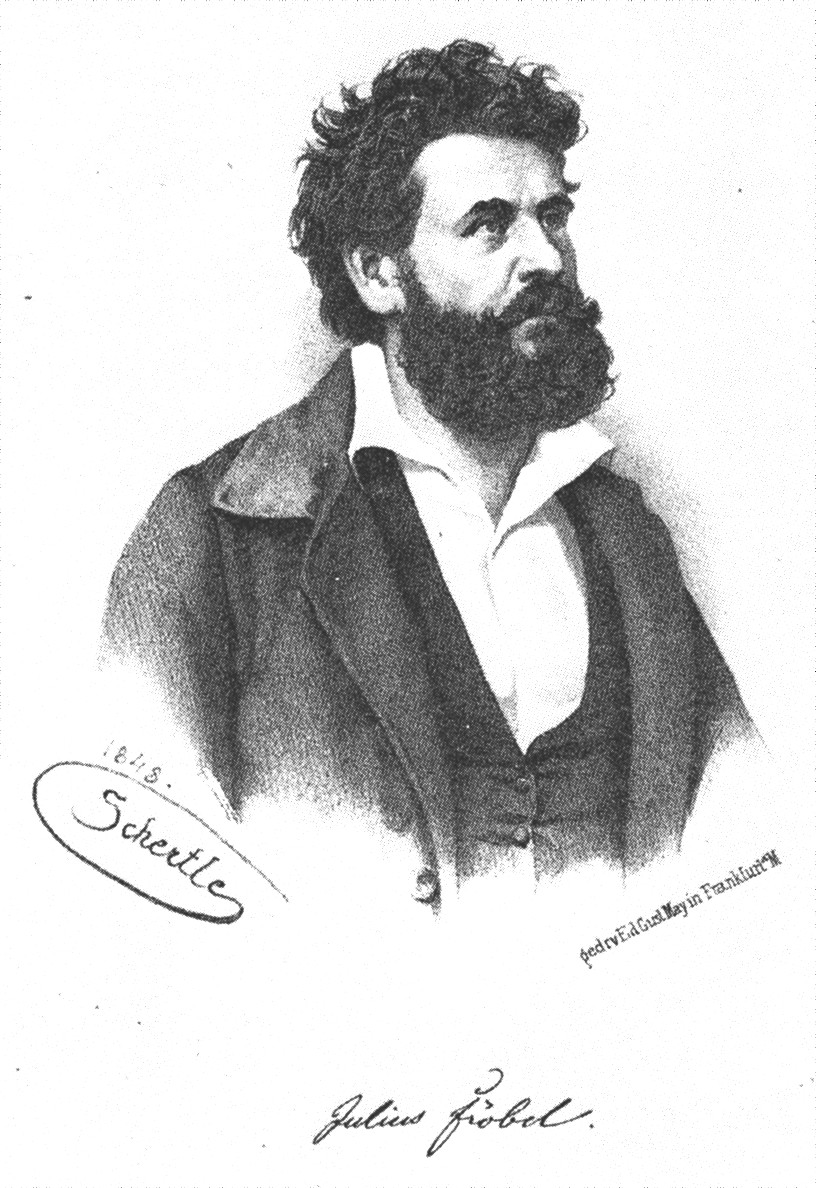
Julius Fröbel im Jahr 1848, als er republikanisch-demokratischer Abgeordneter in der Frankfurter Nationalversammlung war. Er näherte sich der österreichischen Politik an und arbeitete ab 1862 für die österreichische Staatskanzlei.

Anfang der 1860er-Jahre ergriff Österreich die Initiative, um im Deutschen Bund nicht nur die Vorschläge anderer abzulehnen, sondern ein eigenes positives Angebot vorlegen zu können. Dabei riskierte Österreich, Preußen notfalls auszuschließen und sich mit den mittelgroßen deutschen Staaten wie Bayern und Hannover zu einigen.
Die Deutschland-Abteilung der österreichischen Staatskanzlei erstellte einen Reformentwurf, in den unter anderem Ideen von Julius Fröbel von 1861 einflossen. Der ehemalige Revolutionär stellte sich ein dreiköpfiges Bundesdirektorium vor, das eine Bundesexekutive einsetzte. Eine Bundesversammlung als Parlament sollte ein Fürstenhaus und ein Länderhaus umfassen. Ein Bundesgericht rundete den Vorschlag ab. Am 7. Juli 1862 begann in Wien eine Konferenz von Botschaftern, die in Wien akkreditiert waren. Vertreten waren Bayern, Hannover, Württemberg, Sachsen, Hessen-Darmstadt, Hessen-Kassel, Nassau und Sachsen-Meiningen, während Preußen höflich protestiert hatte und ferngeblieben war. Die Konferenz einigte sich am 10. August auf:
- Delegiertenversammlungen am Bundestag, mit von den Landtagen gewählten Abgeordneten
- Sie würden den Bundestag beraten mit Bezug auf die geplanten Bundesgesetze über Zivilprozess- und Obligationenrecht.
- Einsetzung eines Bundesgerichts[1]

## Ablehnung

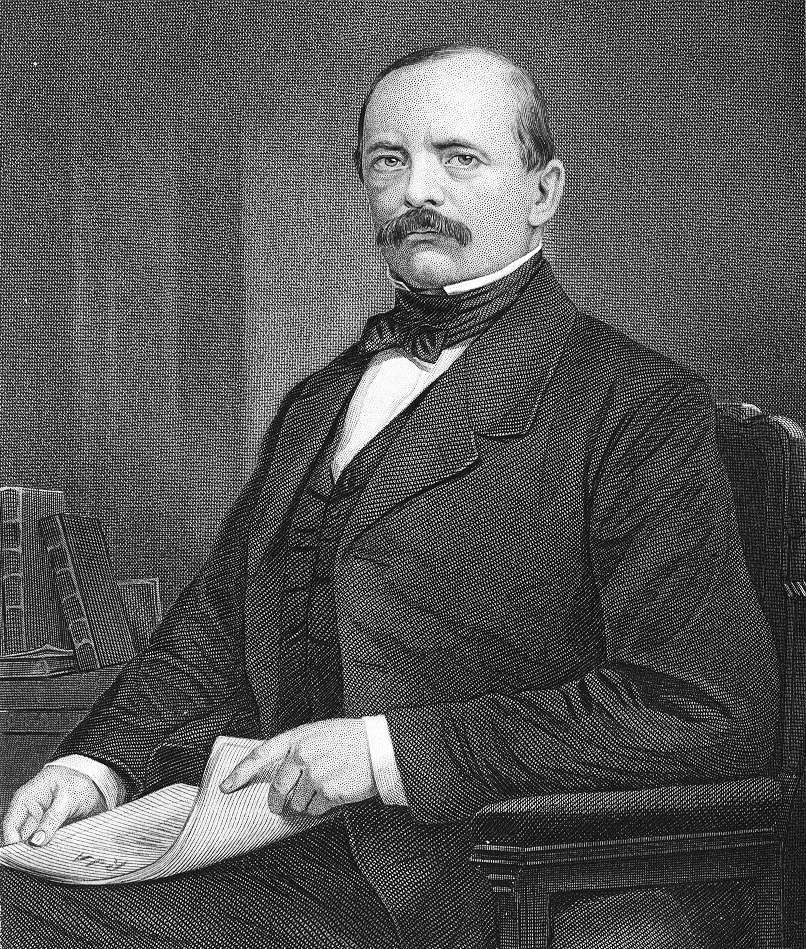
Otto von Bismarck war seit dem 23. September 1862 preußischer Ministerpräsident.

Preußen lehnte dies als nicht weit genug gehend ab und protestierte auch, als der bayerische Bundestagsgesandte am 18. Dezember 1862 eine Delegiertenversammlung begrüßte. Weil der entsprechende Antrag die Bundesverfassung geändert hätte, bedurfte er der Einstimmigkeit im Bundestag, so fand Preußen. Der neue preußische Ministerpräsident Otto von Bismarck drohte mit einer Annäherung Preußens an Frankreich, mit einem Austritt aus dem Deutschen Bund und sogar mit Krieg. Einen Ausbau des Bundes könne Preußen nur ertragen, wenn der Bundestag ein Gegengewicht bekäme, und zwar eine „Nationalrepräsentation“, ein direkt gewähltes Bundesparlament.
Am 22. Januar 1863 fand die Abstimmung im Bundestag statt, ob es für die Beratung des Zivilprozess- und Obligationenrechtes Delegiertenversammlungen geben solle. Österreich, Bayern, Hannover, Württemberg, Sachsen, Hessen-Darmstadt und einige Kleinstaaten waren dafür. Diese sieben Stimmen unterlagen der Mehrheit von neun Stimmen: Preußen hatte viele Staaten davon überzeugt, dass ein preußischer Austritt samt Krieg sie gefährden würde. 
Ernst Rudolf Huber: „Der 22. Januar 1863 war die Ausgangsbasis des autoritär-liberalen Kompromisses, auf den die nunmehr einsetzende Bismarcksche Reichsgründungs- und Reichsverfassungspolitik sich stützen würde.“ Doch hatte die Abstimmungsniederlage für Österreich auch etwas Gutes: Es konnte die farblose Delegiertenversammlung hinter sich lassen und zu einer großen Runderneuerung des Bundes ansetzen. Diesen großen Reformplan wollte Österreich auf einem Treffen in Frankfurt den deutschen Fürsten vorlegen.

## Belege
1. ↑  Ernst Rudolf Huber: Deutsche Verfassungsgeschichte seit 1789. Band III: Bismarck und das Reich. 3. Auflage, W. Kohlhammer, Stuttgart u. a. 1988, S. 416/417.
2. ↑  Ernst Rudolf Huber: Deutsche Verfassungsgeschichte seit 1789. Band III: Bismarck und das Reich. 3. Auflage, W. Kohlhammer, Stuttgart u. a. 1988, S. 417–419.
3. ↑  Ernst Rudolf Huber: Deutsche Verfassungsgeschichte seit 1789. Band III: Bismarck und das Reich. 3. Auflage, W. Kohlhammer, Stuttgart u. a. 1988, S. 419/420.